# Thác Bạch Vân
Thác Bạch Vân nằm trên suối Nà Pá ở vùng đất thôn Tầm Làng xã Quảng An huyện Đầm Hà tỉnh Quảng Ninh, Việt Nam.
Thác Bạch Vân cách trụ sở UBND xã Quảng An 21°22′46″B 107°32′18″Đ / 21,379529°B 107,53823°Đ khoảng 10 km hướng tây bắc, và cách trung tâm thị trấn Đầm Hà 21°21′14″B 107°35′45″Đ / 21,353887°B 107,595802°Đ khoảng 14 km.
Thác có 5 tầng nước với độ cao gần 70 m, cảnh thác còn giữ nguyên vẻ đẹp nguyên sơ, chưa có sự tác động của con người. Huyện Đầm Hà đã cử đoàn khảo sát thực tế và đánh giá Thác Bạch Vân là nơi có tiềm năng rất lớn về phát triển du lịch sinh thái của huyện.
Năm 2020 khu vực thác đã được tổ chức thành Khu du lịch sinh thái thác Bạch Vân, có đường mở từ trung tâm xã lên khu du lịch.

## Suối Nà Pá
Suối Nà Pá là phụ lưu hợp thành của sông Khe Mắm. Suối bắt nguồn từ vùng núi Tam Long cao trên 1250 m 21°27′40″B 107°29′52″Đ / 21,461072°B 107,497909°Đ ở ranh giới huyện Đầm Hà với huyện Bình Liêu. Từ sườn nam của dãy núi suối chảy về hướng nam. Núi cao và rừng già đã tạo ra cảnh quan hùng vĩ nơi thác đổ.

## An ninh du lịch
Tháng 4/2019 một nhóm khách du lịch tham quan thác, khi ra về thì có hai thanh niên chặn lại gây sự, rồi dùng gậy sắt đánh làm 2 người bị thương. Sau đó tại cơ quan công an can phạm thừa nhận đánh khách du lịch vì "không thích người địa phương khác đến tham quan khu thác Bạch Vân nhà mình".